# Приймаченко Андрій Сергійович
Андрій Сергійович Приймаченко (нар. 1 грудня 1989, м. Київ) — український режисер та дизайнер.

## Освіта та творчість
Народився 1 грудня 1989 року у Києві. Завершив загальноосвітню школу № 58 м. Києва. У 2006 році почав здобувати знання про кіновиробництво у Orange Coast College (Costa Mesa, Orange County, California), після закінчення навчання (2008 рік) та отримання диплому повернувся до України та розпочав працювати лінійним продюсером у Anomaly Film (тепер Toy Pictures).
2008 створює свій перший музичний кліп на пісню «Знову» для гурту Highway.
2009–2010 — працює режисером, фрилансером.
2010–2012 стає співвласником медіа студії «Тримай! Медіа», де займає посади режисера, оператора, режисера монтажу.
2012 — засновує студію по виробництву відео та мультимедійних історій Peredova [Архівовано 2 лютого 2017 у Wayback Machine.]. 
2012 — режисер, фриланс; оператор цифрового повнометражного ігрового «Дорога на Захід»; започатковує проекти в соціальній мережі вконтакті «Ми» [Архівовано 18 лютого 2013 у Wayback Machine.] — проект про українців, які прикладом свого життя надихають нас на нові звершення та досягнення, проект «Видиво» разом з ілюстратором Святославом Пащуком, який розповідає цікавинки про митців та для митців.
2013 — вступає на Магістерську програму з журналістики Українського католицького університету (УКУ). У 2015 році завершує навчання та захищає диплом "магістра журналістики" на тему: "Львів як бренд (іміджевий фільм)".
2015 — викладач курсу «Основи відеорежисури» в Українському католицькому університеті (УКУ).